# Cobitis albicoloris
Cobitis albicoloris is een straalvinnige vissensoort uit de familie van de modderkruipers (Cobitidae). De wetenschappelijke naam van de soort is voor het eerst geldig gepubliceerd in 1932 door Chichkoff.